# Université de Wolverhampton
L'université de Wolverhampton est une université située à Wolverhampton, en Angleterre.
L'université a une population d'environ 23 470 étudiants, et, comme la plupart des écoles polytechniques d'Angleterre, est devenue université d'État en 1992. Néanmoins, la création de l'école remonte à 1935, lorsqu'elle s'appelait le Wolverhampton & Staffordshire Technical College.

## Personnalités liées à l'université

### Étudiants
- Osai Ojigho (1976-), avocate nigériane spécialiste des droits humains et de l'égalité des sexes.
- McHenry Venaani (1977-), homme politique namibien.

### Docteurshonoris causa
- The Singh Twins (les sœurs jumelles Amrit Singh et Rabindra Kaur Singh) ont reçu en 2021 le diplôme honorifique de docteur ès arts de l'université[1].